# سيكو كامارا
سيكو كامارا (بالفرنسية: Sékou Camara)‏ هو لاعب كرة قدم مالي في مركز الهجوم، ولد في 17 نوفمبر 1985 في باماكو في مالي، وتوفي في 27 يوليو 2013 في باندونغ في إندونيسيا بسبب نوبة قلبية. شارك مع منتخب مالي لكرة القدم. أما مع النوادي، فقد لعب مع نادي جومو كوزموز.

## وصلات خارجية
- سيكو كامارا على موقع قاعدة بيانات كرة القدم.إي يو (الإنجليزية)
- سيكو كامارا على موقع ناشيونال فوتبول تيمز (الإنجليزية)
- سيكو كامارا على موقع Soccerway.com (الإنجليزية)